# Земун (община)
Земун (серб. Земун) — община в Сербии, входит в округ Белград.
Население общины составляет 168 170 человек (2012 год), плотность населения составляет 1047 чел./км². Занимаемая площадь — 150 км², из них 63,0 % используется в промышленных целях.
Центр общины находится на территории города Белград, в Земуне. Община Земун состоит из 2 населённых пунктов, средняя площадь населённого пункта — 75,0 км².
Памятником культуры с 2005 года является здание евангелической кирхи, построенной в 1930 году архитекторами школы Хуго Эрлиха (англ.) и Виктора Ковачича.

## Статистика населения общины
| Год   | Население, чел. |
| ----- | --------------- |
| 1991* | 191419          |
| 2001  | 190275          |
| 2002* | 191951          |
| 2003  | 192551          |
| 2004  | 193397          |
| 2005  | 155222          |
| 2006  | 155881          |
| 2007  | 157021          |
| 2011* | 168170          |